# Royal Beerschot THC
Koordinaten: 48° 44′ 0,4″ N, 9° 10′ 6,2″ O
Der Royal Beerschot Tennis & Hockey Club (früher: Beerschot Tennis Club) ist ein Hockey und Tennisverein aus dem belgischen Kontich. Während den Olympischen Sommerspielen 1920 in Antwerpen war der Club Austragungsort der Tennisturniere.
Die Hockeyabteilung spielt mit der Herren- und Damenmannschaft in der Eredivisie Hockey.

## Erfolge Hockey

### Männer
Belgischer Meister: 1925, 1927, 1932, 1934, 1942, 1944

### Frauen
Belgischer Meister: 1943, 1944, 1946, 1947, 1952